# Arturo Borda
Arturo Borda właściwe Arturo Borda Gozálvez Calixto (ur. 14 października 1883 w La Paz, zm. 17 czerwca 1953 tamże) – malarz boliwijski. 
Jeden z najwybitniejszych przedstawicieli sztuki pierwszej połowy XX wieku w Boliwii. Malował portrety, pejzaże (zwłaszcza andyjskie) i kompozycje alegoryczne; jego obraz Yatiri (1918) zapoczątkował nurt zwany indygenizmem w malarstwie boliwijskim. W roku 1951 porzucił ten kierunek i zwrócił się ku abstrakcji.